# Akihiro Endo
Akihiro Endo (遠藤 彰弘 Endō Akihiro?), född 18 september 1975, är en japansk tidigare fotbollsspelare.
I juli 1996 blev han uttagen i Japans trupp till fotbolls-OS 1996.